# Arthur Carr (cricket)
Pour les articles homonymes, voir Arthur Carr et Carr.
Arthur William Carr (né le 21 mai 1893, décédé le 7 février 1963), était un joueur de cricket anglais. Ce batteur fut capitaine du Nottinghamshire County Cricket Club et de l'équipe d'Angleterre, avec laquelle il joua son premier test en 1922.

## Carrière
Arthur Carr débute en 1910 en first-class cricket avec le Nottinghamshire County Cricket Club, à l'âge de 17 ans. Il marque son premier century en 1913 et devient capitaine de l'équipe en 1919.
Il est sélectionné pour faire partie de la tournée de l'équipe d'Angleterre en 1922-23 en Afrique du Sud, et fait ses débuts en test cricket en décembre 1922 contre l'équipe d'Afrique du Sud. Il est nommé capitaine de la sélection pour la série des Ashes contre l'Australie en 1926. L'Angleterre évite la défaite de peu dans le troisième test malgré, alors que, ayant gagné le toss, il avait pris la décision controversée de laisser l'Australie à la batte en premier, puis, alors que Carr échoue à éliminer Charlie Macartney au début du premier innings, celui-ci-marque un century. Atteint d'angine durant le quatrième test, Carr guérit à temps pour le cinquième mais perd sa place de capitaine. Il redevient capitaine le temps de deux tests en 1929 mais se concentre surtout par la suite sur son rôle au sein du Notthinghamshire County Cricket Club, s'appliquant à la porter au plus haut niveau.
À partir de 1930, il est l'un des artisans du développement de Bodyline avec le futur capitaine anglais Douglas Jardine et les deux bowlers du Nottinghamshire Harold Larwood et Bill Voce. Cette tactique, dangereuse pour les batteurs adverse, conduira le Nottinghamshire au succès. Jardine utilisera cette tactique avec Larwood et Voce durant les Ashes de 1932-1933, ce qui ménera à la plus importante controverse de l'histoire du cricket. Des blessures de batteurs australiens provoqueront en effet la colère du public.
Après cette tournée de l'équipe d'Angleterre, Carr fait lui-même face à Bodyline, employée par d'autres équipes anglaises. Plusieurs balles manquent de le blesser à la tête, le conduisant à critiquer la tactique qu'il avait lui contribué à développer. Des dissensions au sein du Nottinghamshire lui feront perdre sa place de capitaine en 1934, et il ne jouera plus jamais de matchs de first-class cricket.
Durant sa carrière, Carr aura dépassé onze fois la barre des 1000 runs en first-class cricket en une saison, sa plus prolifique étant celle de 1925, au cours de laquelle il marque 2338 runs à une moyenne de 51,95.

## Équipes
- Nottinghamshire (1910 - 1934)
- Marylebone Cricket Club (1922 - 1926)

## Sélections
- 11 sélections en Test cricket (1922 - 1929)
  - 6 fois capitaine (1926 et 1929)

## Récompenses individuelle
- Un des cinq Wisden Cricketers of the Year de l'année 1923